# غنائم جنگی (بازی تاج‌وتخت)
«غنائم جنگی» (انگلیسی: The Spoils of War) چهارمین قسمت از فصل هفتم مجموعه تلویزیونی درام-فانتزی بازی تاج‌وتخت و به طور کلی شصت و چهارمین قسمت پخش شده از این مجموعه است. این قسمت توسط دیوید بنیاف و دی. بی. وایس نوشته شد و توسط مت شکمن کارگردانی شد و در تاریخ ۶ اوت ۲۰۱۷ از شبکه تلویزیونی اچ‌بی‌او به نمایش درآمد.

## داستان
در مقر فرمانروایی
سرسی لنیستر و تیکو درباره بدهی های تاج به بانک آهن بحث می کنند.
در وینترفل
پیتر بیلیش سعی می کند برن را وادار کند تا تجربیات خود را پس از فرار از وینترفل به او بگوید، و وقتی برن اظهارات قبلی لیتل فینگر را به واریس تکرار می کند که "آشوب یک نردبان است"، نگران می شود. میرا برای خداحافظی از برن دیدن می کند. برن نسبت به رفتن او بی تفاوت است و میرا اظهار می کند که برن در غار کلاغ سه چشم مرد.
آریا به وینترفل می رسد و سانسا او را به دیدن برن در جنگل می برد. آریا متعجب می شود وقتی می فهمد برن او را دیده است که به وینترفل می آید و از فهرست کشتار او می داند و برن خنجر فولادی اش را به آریا می دهد. پادریک به برین تارث اطمینان می دهد که به عهد خود با کاتلین عمل کرده است. برین اصرار دارد که تقریباً هیچ کاری نکرده است. برین و آریا می خواهند در حالی که سانسا و لیتل فینگر آنها را تماشا می کنند به تساوی می جنگند.
در دراگون استون
جان نقاشی‌های غار دنریس را نشان می‌دهد که اولین مردان را در حال مبارزه با وایت واکرها نشان می‌دهد. دنریس قول داد برای شمال بجنگد، اما به شرطی که جان زانویش را خم کند اما جان همچنان مقاوم می ماند.
تیریون و واریس از شکست در کسترلی راک و از دست دادن هایگاردن خبر می دهند. دنریس وفاداری تیریون را زیر سوال می برد. و از جان راهنمایی می خواهد. او خاطرنشان می کند که پیروان او معتقدند که او می تواند جهان را تغییر دهد، اما اگر شهری را ویران کند، فقط یک پادشاه ظالم دیگر خواهد بود.
بازماندگان آهن زادگان به دراگون استون باز می گردند. جان با تئون روبرو می شود و اعلام می کند که نقش او در نجات سانسا از دست رمزی تنها دلیلی است که او را به خاطر خیانت به راب نمی کشد. تئون فاش می کند که برای نجات یارا برای کمک دنریس آمده است، اما جان و داووس به او اطلاع می دهند که دنریس رفته است.
در روزرواد
کاروان لنیستر پس از آوردن طلای تایرل به داخل شهر به مقر فرمانروایی نزدیک می شود. جیمی یک کیسه بزرگ طلا به برون می‌دهد، اما برون همچنان قلعه‌ای را می‌خواهد که به او وعده داده شده بود. 
در همین حال دوتراکی ها به رهبری دنریس سوار بر اژدها به آن ها حمله می کنند. دنریس از دراگون می‌خواهد کاروانی را که جیمی از هایگاردن حمل می‌کرد، نابود کند. برون با اسلحه ساخت کیبورن دروگون را زخمی می کند. در حالیکه که دنریس برای مراقبت از زخم دراگون از اژدها پیاده می شود، جیمی به سمت او حمله می کند. دروگون به سمت جیمی آتش می‌دمد، اما برون، جیمی را از مسیر شعله خارج می‌کند و به درون آب می اندازد، و جیمی زیر وزن زره‌اش شروع به غرق شدن می‌کند.